# Maleselo Fukofuka
Maleselo Fukofuka (* 10. Juni 2005 in Tatakamotonga) ist ein tongaischer Leichtathlet, der sich auf den Sprint spezialisiert hat.

## Sportliche Laufbahn
Erste Erfahrungen bei internationalen Meisterschaften sammelte Maleselo Fukofuka im Jahr 2024, als er bei den Ozeanienmeisterschaften in Suva mit 3776 Punkten den siebten Platz im Zehnkampf belegte. Anschließend nahm er dank einer Wildcard im 100-Meter-Lauf an den Olympischen Sommerspielen in Paris teil und schied dort mit 12,11 s in der Vorausscheidungsrunde aus. Zudem war er Fahnenträger seiner Nation bei der Schlussveranstaltung der Spiele.

## Persönliche Bestleistungen
- 100 Meter: 12,11 s (−0,4 m/s), 3. August 2024 in Paris
- Zehnkampf: 3776 Punkte, 3. Juni 2024 in Suva